# Étienne Lauréault de Foncemagne
Étienne Lauréault de Foncemagne (* 8. Mai 1694 in Orléans; † 26. September 1779 in Paris) war ein französischer Gelehrter.

## Leben
1722 wurde er in die Académie des Inscriptions et Belles-Lettres und 1736 in die Académie française (Fauteuil 14) gewählt.
Er ist berühmt geworden durch den Streit mit Voltaire über das Testament politique du cardinal de Richelieu, dessen Echtheit er bewiesen hat.